# Siphonogorgia simplex
Siphonogorgia simplex är en korallart som beskrevs av Albert Jones Chalmers 1928. Siphonogorgia simplex ingår i släktet Siphonogorgia och familjen Nidaliidae. Inga underarter finns listade i Catalogue of Life.